# Николаев, Сергей Николаевич (шахматист)
Серге́й Никола́евич Никола́ев (27 сентября 1961, Якутск— 20 октября 2007, Москва) — советский и российский шахматист, международный мастер (1990).

## Биография
Трёхкратный чемпион Якутии. Самый титулованный шахматист из якутов и в целом из Якутии, первый и единственный (на 2014 год) в республике международный мастер (звание присвоено на Генассамблеей ФИДЕ в Нови-Саде, 1990). С середины 1990-х годов прекратил активные шахматные выступления; жил в Москве, занимался предпринимательством. 
Автор статьи «Экономика российских шахмат. Хроника падения» (часть 1 Архивная копия от 29 сентября 2020 на Wayback Machine, часть 2 Архивная копия от 11 мая 2021 на Wayback Machine).
Убит 20 октября 2007 года в Москве бандой неонацистов Станислава Грибача, снимавших совершаемые ими на почве расовой и этнической ненависти убийства на видео. Убийцы получили срок от 3 лет в воспитательной колонии до 10 лет в колонии общего режима.